# Halsdoos
Een halsdoos is een doosje dat van karton wordt gemaakt. Het ontleent zijn naam aan de hals die in het doosje zit. Er worden allerlei dingen in verpakt, van chocolade tot munten. Een halsdoosje is over het algemeen niet al te groot, meestal niet groter dan een flink boek.

## Fabricage
Een halsdoosje bestaat uit vier onderdelen:
- een kartonnen deksel
- een kartonnen bodem
- een kartonnen hals
- een papieren buitenetiket.

Al deze vier onderdelen kunnen bedrukt zijn, en in de praktijk is dat met uitzondering van de hals zo goed als altijd het geval, hoewel de hals soms ook wordt bedrukt. De bodem en het deksel zijn van dezelfde vorm, en zijn, afhankelijk van de vorm van het doosje, elkaars spiegelbeeld. We gaan voor het gemak even uit van een doosje met een vierkant ondervlak. Het deksel en de bodem zijn in dat geval allebei een vierkant, met aan elke zijde een rechthoek, zodat het deksel en de bodem als het ware een 'uitslag' zijn van een vierkant bakje met een opstaand randje.
De hals is een reep karton die even lang is als de binnenmaatse omtrek van het doosje, en even breed als de binnenmaatse hoogte van het doosje. De hals wordt in het geval van een vierkant doosje op vier plekken geritst. De hals wordt daarna gevouwen en met plakband vastgeplakt zodat hij als het ware een vierkant vormt. Daarna worden het deksel en de bodem tegelijkertijd om de hals heen gevouwen, zodat het deksel en de bodem precies om de hals heen vallen. Dan wordt het etiket om het geheel heen gevouwen en vastgelijmd.
Als dat is gebeurd, wordt het doosje opengesneden langs de rand van de bodem en het deksel. Het voordeel daarvan is dat als je het doosje dicht doet, de bedrukking mooi op elkaar valt. Het resultaat is een gereed halsdoosje. De bovenkant ziet eruit als het etiket en de onderkant als de bodem. De binnenkant is het deksel en de onderkant van de bodem. Als je het doosje dicht doet valt het deksel precies over de hals heen zodat het doosje mooi stevig is en goed in vorm blijft.
Bij sommige halsdoosjes wordt, voordat de hals met de bodem en het deksel wordt omsloten, een 'klik' in de hals gemaakt. In het deksel is dan tijdens het kartonneren een uitsparing uit de rand gestanst. De hals wordt dan door stansen van een lipje voorzien, dat tijdens het productieproces een klein beetje naar buiten geduwd wordt, zodat het lipje in de uitsparing klikt en het doosje goed dicht blijft.